# Mervyn Finlay
Mervyn David "Merv" Finlay, född 17 juni 1925 i Balmain, död 2 juli 2014 i Sydney, var en australisk roddare.
Finlay blev olympisk bronsmedaljör i åtta med styrman vid sommarspelen 1952 i Helsingfors.